# Međunarodni dan pismenosti
Međunarodni dan pismenosti, obeležava se širom sveta 8. septembra. Ideja o obeležavanju Međunarodnog dana pismenosti pojavila se u septembru 1965. godine u Teheranu, na Svetskoj konferenciji ministara obrazovanja na temu iskorenjivanja nepismenosti. Kao dan obeležavanja izabran je 8. septembar, a UNESCO je obeležavanje počeo 1966. godine.

## O danu pismenosti
Međunarodni dan pismenosti (engl. International Literacy Day) UNESCO-ova je inicijativa. Cilj je da se svake godine međunarodna zajednica podseti na status pismenosti i obrazovanja odraslih na globalnom nivou, odnosno da se upozori na problem nepismenosti, koji još postoji u većem delu sveta. Prema podacima Instituta UNESCO za statistiku u svetu postoji oko 774 miliona nepismenih osoba što čini oko 16,1% stanovništva starog 15 i više godina - većinom žena. Još 67 miliona dece osnovnoškolskog uzrasta nije u školi, a 72 miliona adolescenata nižeg srednjoškolskog uzrasta takođe ne može da ostvari svoje pravo na obrazovanje. Najmanja
stopa pismenosti, oko 23%, je u Maliju.

## Pismenost
Pismenost je ljudsko pravo, implicitno sadržano u pravu na obrazovanje. Ono je prepoznato kao pravo u nizu međunarodnih konvencija i uključeno u tekstove ključnih međunarodnih deklaracija. Opštom deklaracijom o ljudskim pravima iz 1948. godine priznato je pravo na obrazovanje, a time i pravo na pismenost. Dve su, međutim, deklaracije otišle još dalje tako je u Deklaraciji iz Persepolisa (1975) rečeno: Pismenost nije sama sebi svrha. Ona je temeljno ljudsko pravo. Hamburška deklaracija (1997) naglašava kako je pismenost, koja u širem smislu obuhvata znanje i vještine koje su potrebne svima u svijetu brzih promjena, osnovno ljudsko pravo. Pismenost je, dakle, prepoznata ne samo kao pravo po sebi, nego i kao mehanizam za ostvarivanje drugih ljudskih prava.

### Pismenost u Srbiji
Podaci govore da u svetu ima oko 900 miliona nepismenih, dok u Srbiji ima oko 850.000 stanovnika, ili nešto manje od 14 odsto populacije, bez dana škole ili sa nekoliko razreda osnovne škole. Potpuno nepismenih u Srbiji ima više od 165.000 stanovnika. Sa visokim obrazovanjem u Srbiji je nešto više od 650.000 stanovnika što je skoro 11 odsto. Kompjuterski je nepismeno više od 50 odsto stanovništva Srbije. PISA istraživanje (najveća međunarodna provera postignuća učenika) pokazalo je da učenici u Srbiji postižu rezultate ispod proseka. Đaci ne poznaju dovoljno gramatiku, pravopis i da im je leksički fond siromašan. Među mladima je izražena upotreba žargonizama i stranih reči, posebno anglicizama.